# Mort Mills
Mort Mills (New York, 11 gennaio 1919 – Ventura, 6 giugno 1993) è stato un attore statunitense.
Ha recitato in oltre 40 film dal 1952 al 1970 ed è apparso in un centinaio di produzioni televisive dal 1951 al 1973. È stato accreditato anche con il nome Mort Hall.

## Biografia
Mort Mills nacque a New York l'11 gennaio 1919. Fece il suo debutto sul grande schermo nel 1952 nel film noir Trinidad nel ruolo di Martin, uno scagnozzo di uno dei cattivi, e in televisione nell'episodio Crash Landing della serie televisiva Biff Baker, U.S.A., andato in onda il 27 novembre 1952. Interpretò poi il ruolo dello sceriffo Frank Tallman in 23 episodi della serie televisiva Man Without a Gun dal 1957 al 1959, del sergente Ben Landro in 7 episodi della serie Perry Mason dal 1961 al 1965 (più un altro credito nel 1960 nelle vesti di un altro personaggio), dello sceriffo Fred Madden in 6 episodi della serie La grande vallata dal 1965 al 1966, di Ben Adams in due episodi della serie Il grande teatro del West nel 1969, e vari altri personaggi in numerosi episodi di serie televisive dagli anni 50 ai primi anni 70, compresi diversi crediti come guest star. Interpretò anche una parte nel film di Hitchcock Psyco, nel 1960, dove è presente nel ruolo del poliziotto della stradale che insegue Marion Crane.
La sua ultima apparizione sul piccolo schermo avvenne nell'episodio Questione di vita o di morte della serie televisiva Le strade di San Francisco, andato in onda il 13 gennaio 1973, che lo vede nel ruolo di Victor W. Snyder, mentre per il grande schermo l'ultima interpretazione risale al film Soldato blu del 1970 in cui interpreta il sergente O'Hearn. Morì a Ventura, in California, il 6 giugno 1993 e fu cremato.

## Filmografia

### Cinema
- Trinidad (Affair in Trinidad), regia di Vincent Sherman (1952)
- No Holds Barred, regia di William Beaudine (1952)
- I perseguitati (The Juggler), regia di Edward Dmytryk (1953)
- The Farmer Takes a Wife, regia di Henry Levin (1953)
- Il territorio dei fuorilegge (Hannah Lee: An American Primitive), regia di Lee Garmes e John Ireland (1953)
- I tre del Rio Grande (Texas Bad Man), regia di Lewis D. Collins (1953)
- Il selvaggio (The Wild One), regia di László Benedek (1953)
- La ragazza del secolo (It Should Happen to You), regia di George Cukor (1954)
- Il terrore corre sull'autostrada (Drive a Crooked Road), regia di Richard Quine (1954)
- Criminale di turno (Pushover), regia di Richard Quine (1954)
- È nata una stella (A Star Is Born), regia di George Cukor (1954)
- Shot in the Frontier, regia di Jules White (1954)
- Cry Vengeance, regia di Mark Stevens (1954)
- Annibale e la vestale (Jupiter's Darling), regia di George Sidney (1955)
- Dial Red O, regia di Daniel B. Ullman (1955)
- All'inferno e ritorno (To Hell and Back), regia di Jesse Hibbs (1955)
- Brooklyn chiama polizia (The Naked Street), regia di Maxwell Shane (1955)
- I razziatori (The Marauders), regia di Gerald Mayer (1955)
- L'imputato deve morire (Trial), regia di Mark Robson (1955)
- La figlia dello sceicco (Desert Sands), regia di Lesley Selander (1955)
- Il ricatto più vile (Ransom!), regia di Alex Segal (1956)
- Crashing Las Vegas, regia di Jean Yarbrough (1956)
- Il colosso d'argilla (The Harder They Fall), regia di Mark Robson (1956)
- Web il coraggioso (Tension at Table Rock), regia di Charles Marquis Warren (1956)
- L'ombra alla finestra (The Shadow on the Window), regia di William Asher (1957)
- Lo sceriffo di ferro (The Iron Sheriff), regia di Sidney Salkow (1957)
- La tragedia del Rio Grande (Man in the Shadow), regia di Jack Arnold (1957)
- I giganti toccano il cielo (Bombers B-52), regia di Gordon Douglas (1957)
- L'infernale Quinlan (Touch of Evil), regia di Orson Welles (1958)
- Il sentiero della rapina (Ride a Crooked Trail), regia di Jesse Hibbs (1958)
- Psyco (Psycho), regia di Alfred Hitchcock (1960)
- Twenty Plus Two, regia di Joseph M. Newman (1961)
- Sfida nella valle dei Comanche (Gunfight at Comanche Creek), regia di Frank McDonald (1963)
- Pistola veloce (The Quick Gun), regia di Sidney Salkow (1964)
- Una pallottola per un fuorilegge (Bullet for a Badman), regia di R.G. Springsteen (1964)
- Quando l'amore se n'è andato (Where Love Has Gone), regia di Edward Dmytryk (1964)
- The Outlaws Is Coming, regia di Norman Maurer (1965)
- L'affare Blindfold (Blindfold), regia di Philip Dunne (1965)
- Il sipario strappato (Torn Curtain), regia di Alfred Hitchcock (1966)
- Il ritorno del pistolero (Return of the Gunfighter), regia di James Neilson (1967)
- Il mistero della bambola dalla testa mozzata (The Name of the Game Is Kill), regia di Gunnar Hellstrom (1968)
- Strategy of Terror, regia di Jack Smight (1969)
- Soldato blu (Soldier Blue), regia di Ralph Nelson (1970)

### Televisione
- The Living Christ Series – miniserie TV (1951)
- Biff Baker, U.S.A. – serie TV, un episodio (1952)
- Family Theatre – serie TV, un episodio (1952)
- I Led 3 Lives – serie TV, un episodio (1953)
- Chevron Theatre – serie TV, un episodio (1953)
- The Adventures of Kit Carson – serie TV, un episodio (1953)
- Hopalong Cassidy – serie TV, un episodio (1953)
- Rocky Jones, Space Ranger – serie TV, 3 episodi (1954)
- Waterfront – serie TV, un episodio (1955)
- Treasury Men in Action – serie TV, un episodio (1955)
- The Man Behind the Badge – serie TV, un episodio (1955)
- The Lineup – serie TV, un episodio (1955)
- Il cavaliere solitario (The Lone Ranger) – serie TV, un episodio (1955)
- I segreti della metropoli (Big Town) – serie TV, un episodio (1955)
- Cisco Kid (The Cisco Kid) – serie TV, 4 episodi (1954-1955)
- Cavalcade of America – serie TV, un episodio (1956)
- Schlitz Playhouse of Stars – serie TV, un episodio (1956)
- Crusader – serie TV, episodio 1x37 (1956)
- You Are There – serie TV, un episodio (1956)
- The Ford Television Theatre – serie TV, 2 episodi (1952-1956)
- The Hardy Boys – serie TV, 3 episodi (1956)
- Sheriff of Cochise – serie TV, un episodio (1956)
- The 20th Century-Fox Hour – serie TV, episodi 1x13-2x08 (1956-1957)
- Crossroads – serie TV, episodio 2x21 (1957)
- Panico (Panic!) – serie TV, episodio 1x04 (1957)
- Casey Jones – serie TV, un episodio (1957)
- Broken Arrow – serie TV, 2 episodi (1957)
- Goodyear Theatre – serie TV, episodio 1x07 (1957)
- Zorro – serie TV, un episodio (1958)
- Bronco – serie TV, episodio 1x05 (1958)
- Disneyland – serie TV, 3 episodi (1955-1958)
- Trackdown – serie TV, 2 episodi (1957-1959)
- Have Gun - Will Travel – serie TV, episodio 2x31 (1959)
- David Niven Show (The David Niven Show) – serie TV, episodio 1x11 (1959)
- Man Without a Gun – serie TV, 23 episodi (1957-1959)
- Wichita Town – serie TV, episodio 1x06 (1959)
- Bat Masterson – serie TV, un episodio (1959)
- The Man from Blackhawk – serie TV, un episodio (1959)
- Lo sceriffo indiano (Law of the Plainsman) – serie TV, episodio 1x09 (1959)
- The Alaskans – serie TV, episodio 1x13 (1960)
- Sugarfoot – serie TV, episodi 1x12-3x09 (1958-1960)
- Ricercato vivo o morto (Wanted: Dead or Alive) – serie TV, 5 episodi (1958-1960)
- The Texan – serie TV, episodio 2x21 (1960)
- Shotgun Slade – serie TV, un episodio (1960)
- Men Into Space – serie TV, episodio 1x25 (1960)
- Tales of Wells Fargo – serie TV, 2 episodi (1959-1960)
- Pony Express – serie TV, episodio 1x28 (1960)
- Johnny Ringo – serie TV, un episodio (1960)
- Tate – serie TV, un episodio (1960)
- Markham – serie TV, un episodio (1960)
- Ispettore Dante (Dante) – serie TV, un episodio (1960)
- The Aquanauts – serie TV, episodio 1x05 (1960)
- Le leggendarie imprese di Wyatt Earp (The Life and Legend of Wyatt Earp) – serie TV, 2 episodi (1957-1960)
- I detectives (Detectives) – serie TV, episodio 2x11 (1960)
- Cheyenne – serie TV, 3 episodi (1956-1961)
- I racconti del West (Zane Grey Theater) – serie TV, 3 episodi (1957-1961)
- Maverick – serie TV, 2 episodi (1958-1961)
- Carovana (Stagecoach West) – serie TV, episodi 1x12-1x23-1x38 (1960-1961)
- Lawman – serie TV, un episodio (1961)
- Gli intoccabili (The Untouchables) – serie TV, 2 episodi (1959-1962)
- The Rifleman – serie TV, 2 episodi (1958-1962)
- Laramie – serie TV, 4 episodi (1960-1962)
- G.E. True – serie TV, episodio 1x23 (1963)
- The Travels of Jaimie McPheeters – serie TV, un episodio (1964)
- Perry Mason – serie TV, 8 episodi (1960-1965)
- The Crisis (Kraft Suspense Theatre) – serie TV, 2 episodi (1965)
- Death Valley Days – serie TV, un episodio (1965)
- Carovane verso il west (Wagon Train) – serie TV, 3 episodi (1958-1965)
- Il fuggiasco (The Fugitive) – serie TV, 3 episodi (1963-1965)
- Selvaggio west (The Wild Wild West) – serie TV, episodio 1x05 (1965)
- Il virginiano (The Virginian) – serie TV, 3 episodi (1963-1965)
- Il mio amico marziano (My Favorite Martian) – serie TV, un episodio (1965)
- A Man Called Shenandoah – serie TV, episodio 1x10 (1965)
- Vita da strega (Bewitched) – serie TV, un episodio (1965)
- La grande vallata (The Big Valley) – serie TV, 6 episodi (1965-1966)
- Blue Light – serie TV, un episodio (1966)
- Il Calabrone Verde (The Green Hornet) – serie TV, un episodio (1966)
- Laredo – serie TV, un episodio (1966)
- Iron Horse – serie TV, episodio 1x11 (1966)
- Bonanza – serie TV, 5 episodi (1959-1967)
- Gli invasori (The Invaders) – serie TV, un episodio (1967)
- Squadra speciale anticrimine (The Felony Squad) – serie TV, episodio 2x05 (1967)
- Gunsmoke – serie TV, 6 episodi (1956-1967)
- Maya – serie TV, episodio 1x18 (1968)
- Daniel Boone – serie TV, 2 episodi (1967-1968)
- Sui sentieri del West (The Outcasts) – serie TV, episodio 1x12 (1969)
- Il grande teatro del west (The Guns of Will Sonnett) – serie TV, 2 episodi (1969)
- Reporter alla ribalta (The Name of the Game) – serie TV, un episodio (1969)
- Tony e il professore (My Friend Tony) – serie TV, un episodio (1969)
- Ironside – serie TV, 2 episodi (1967-1969)
- La terra dei giganti (Land of the Giants) – serie TV, un episodio (1969)
- Mannix – serie TV, 2 episodi (1968-1970)
- Lancer – serie TV, episodio 2x24 (1970)
- Breakout – film TV (1970)
- Adam-12 – serie TV, un episodio (1971)
- Mod Squad, i ragazzi di Greer (The Mod Squad) – serie TV, un episodio (1972)
- Missione impossibile (Mission: Impossible) – serie TV, 3 episodi (1967-1972)
- Due onesti fuorilegge (Alias Smith and Jones) – serie TV, un episodio (1972)
- Le strade di San Francisco (The Streets of San Francisco) – serie TV, episodio 1x14 (1973)

## Doppiatori italiani
Nelle versioni in italiano delle opere in cui ha recitato, Mort Mills è stato doppiato da:
- Renato Turi in L'infernale Quinlan, Psycho, Il sipario strappato
- Riccardo Mantoni in La tragedia del Rio Grande
- Gino Baghetti in Soldato blu